# بيكسآرت فوتو استديو
بيكسآرت فوتو إستوديو (بالإنجليزية: PicsArt Photo Studio)‏ هو تطبيق لتحرير الصور والرسم يمكن من مستخدميه استخدام الصور وتعديلها وأيضا مشاركة هذه الصور مع مستخدمي بيكسآرت الآخرين أو مشاركتها على مواقع التواصل فيسبوك وتويتر وإنستغرام.
التطبيق متاح بشكل مجاني في الأجهزة النقالة أندرويد وآي أو إس وأيضا ويندوز فون وكذا أجهزة الكمبيوتر ويندوز 8. إزدادت شعبية هذا البرنامج عند مستعملي الأندرويد وحقق نسب تحميل كبيرة بلغت 300 مليون تحميل نظراً لسهولة إستخدامه وكذلك مميزاته
المميز في بيكسآرت فوتو استديو
يستخدم تطبيق picsart اغلب اصحاب المدونات والمواقع، وايضا اصحاب قنوات اليوتيوب، تصميم صورهم التي يستخدمونها في إنشاء المحتوى الخاص بهم.
مثل صورة مصغرة احترافية للفيديو، وايضا لتصميم غلاف لقناة يوتيوب، بالمقاسات المطلوبة.
وهناك شروحات مفصلة عن تطبيق بيكسآرت فوتو استديو، في كثير من المدونات التقنية في محرك البحث جوجل